# The Tonight Show
The Tonight Show is een bekend Amerikaans praatprogramma van NBC. Het programma wordt uitgezonden sinds 1954 en is daarmee het langstlopende praatprogramma in de televisiegeschiedenis.

## Geschiedenis

### Beginjaren
Het eerste komische laatavondprogramma dat aantoonde dat er een markt was voor dit soort programma's was Broadway Open House van NBC. Het programma werd in 1950 voor het eerst uitgezonden. Vanaf 1953 begon presentator Steve Allen op WNBT (NBC New York) met The Knickerbocker Beer Show, wat al snel werd omgedoopt tot The Steve Allen Show. Begin september 1954 veranderde de titel in Tonight! en verhuisde het laatavondprogramma naar het netwerk NBC.

### Tonight Starring Steve Allen

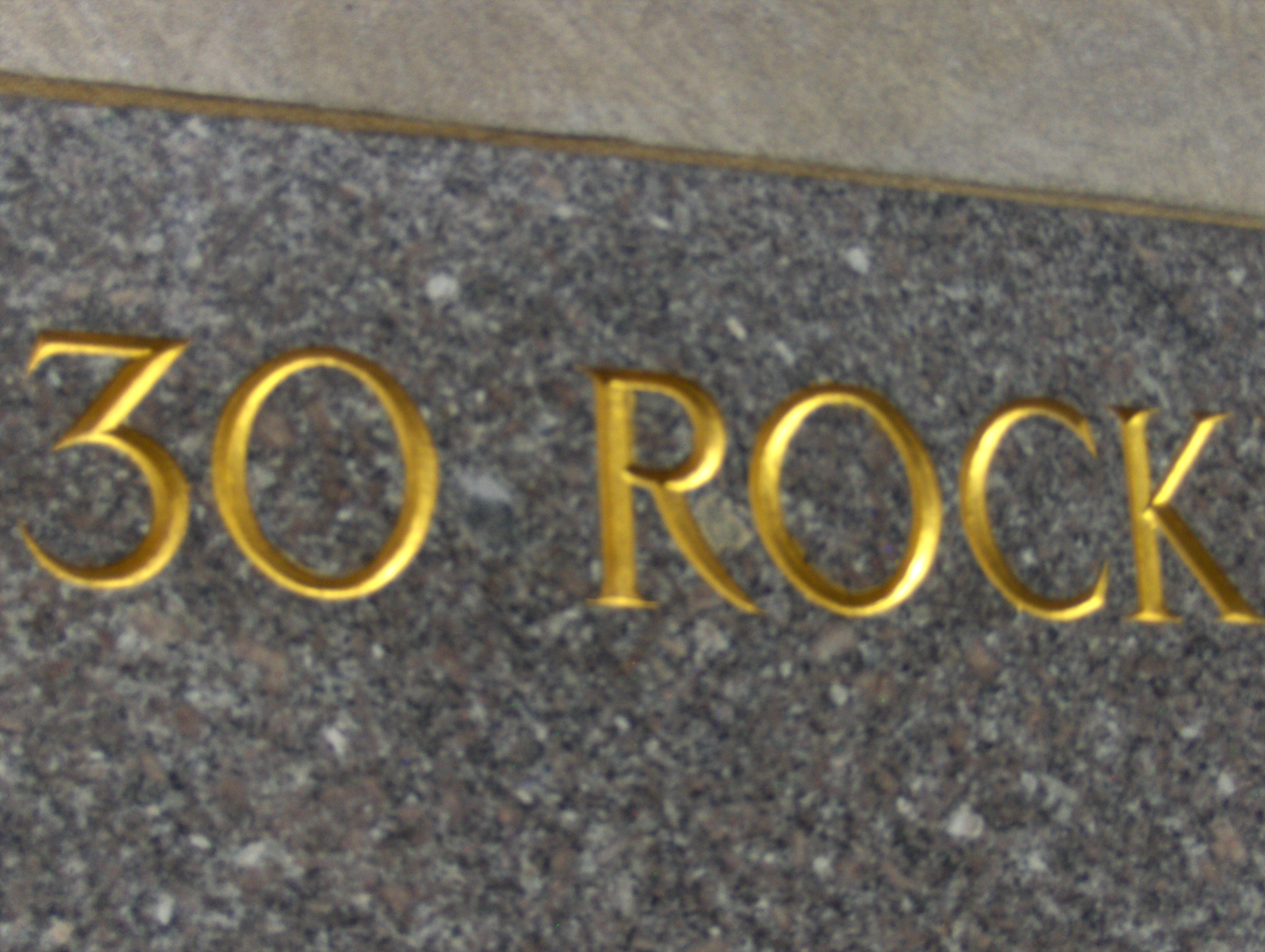
30 Rock was de eerste locatie van het programma. In 2014 keerde de show terug naar New York.

Allen presenteerde Tonight Starring Steve Allen tot januari 1957. Het was het eerste laatavondprogramma dat langdurig succes kende. Het werd opgenomen in Studio 6B in de RCA Building in New York, beter bekend als 30 Rock. Sommige opnames gingen door in Hudson Theatre. Allens programma introduceerde met onder meer de openingsmonoloog (een rubriek waarin de presentator zich op humoristische wijze tot het publiek richt en de actualiteit bespreekt), interviews met beroemdheden en de participatie van het publiek tal van elementen die nu beschouwd worden als de fundamenten van een laatavondpraatprogramma. In het seizoen 1956/57 werden de afleveringen van maandag en dinsdag overgelaten aan presentator Ernie Kovacs. Hij had zijn eigen medewerkers, aankondiger en orkestleider.

### Tonight! America After Dark
Toen Steve Allen in januari 1957 van NBC de opdracht kreeg om zich enkel nog op de uitzending van zondagavond te concentreren, stapte hij op. Die dag moest het programma immers de concurrentie aangaan met het populaire The Ed Sullivan Show op CBS. Hoewel Ernie Kovacs een logische opvolger leek, werd ook hij aan de deur gezet. NBC besloot het format drastisch te wijzigen en doopte het programma om tot Tonight! America After Dark. Er werden meer nieuwsrubrieken ingevoerd waardoor het laatavondprogramma steeds vaker begon te lijken op Today, dat overdag door NBC werd uitgezonden. Jack Lescoulie, de presentator van Today, werd de eerste gastheer van Tonight! America After Dark. In juni 1957 volgde Al Collins hem op. Het programma kende weinig succes.

### Tonight Starring Jack Paar

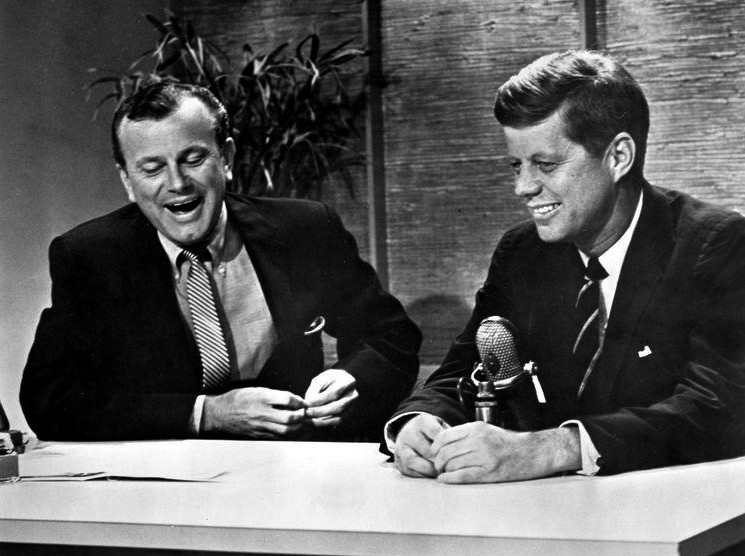
Presentator Jack Paar (links) met senator John F. Kennedy (1959).

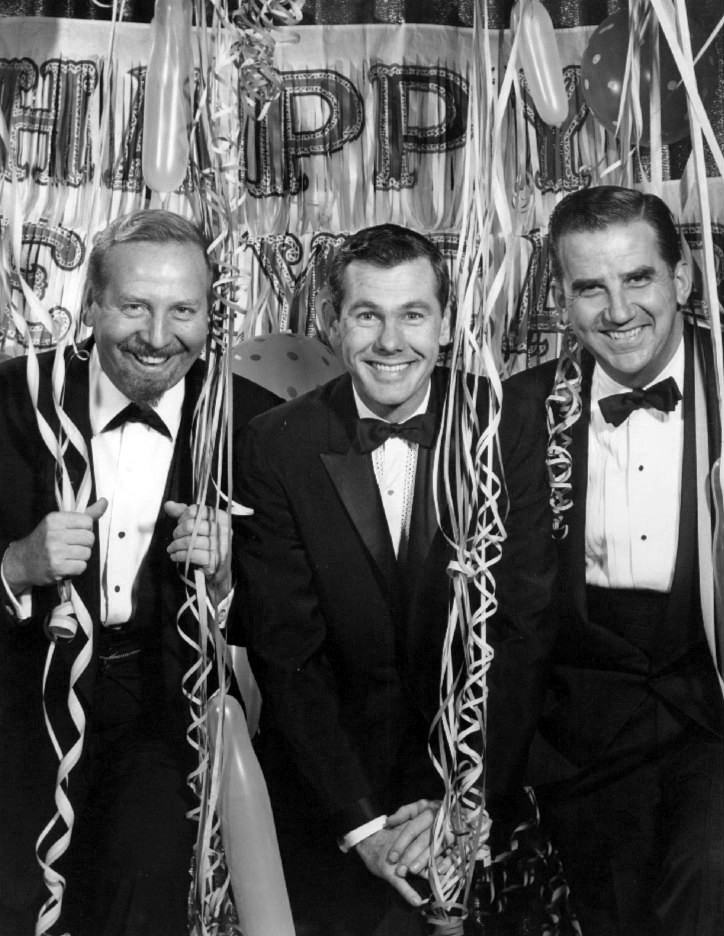
V.l.n.r.: orkestleider Skitch Henderson, presentator Johnny Carson en sidekick Ed McMahon (1962).

Op 29 juli 1957 werd Jack Paar aangetrokken als nieuwe presentator. De titel veranderde in Tonight Starring Jack Paar en keerde terug naar zijn vroegere format. De presenteerstijl van Paar werd omschreven als uniek en fascinerend, als gevolg van zijn emotionele en vaak onvoorspelbare houding. Bovendien nodigde hij regelmatig intelligente en kunstzinnige gasten uit als Peter Ustinov en William F. Buckley jr., in tegenstelling tot acteurs en andere artiesten die enkel hun nieuwste werk kwamen promoten. Vaak terugkerende personen in Paars show waren Zsa Zsa Gábor, Peggy Cass, Dody Goodman en Cliff Arquette. Ook presidentskandidaten Richard Nixon en John F. Kennedy waren te gast in Tonight. In zowel 1957 als 1958 werd het programma bekroond met een Emmy Award.
In 1959 interviewde Jack Paar de Cubaanse leider Fidel Castro. De presentator kreeg achteraf veel kritiek te verwerken. Later dat jaar zorgde hij opnieuw voor de nodige controverse door acteur Mickey Rooney, die zichtbaar dronken was, tijdens de uitzending weg te sturen. In 1961 presenteerde hij vanuit Berlijn, waar op dat ogenblik de Berlijnse Muur werd opgetrokken. Paar had ook publieke ruzies met Ed Sullivan en journalist Walter Winchell. De ruzie met Paar betekende niet alleen het einde van Winchells carrière, maar ook een machtsverschuiving van printmedia naar televisie. Toen NBC in 1960 een grap van Paar censureerde, stapte hij in het midden van een uitzending op. Hij trok naar het buitenland en was een tijdje spoorloos. Zijn verdwijning werd een groot nieuwsgebeuren. Zijn vriend en komiek Jonathan Winters raadde hem aan terug te keren naar Tonight. Op 7 maart 1960 maakte Paar zijn wederoptreden met de woorden: "As I was saying before I was interrupted..." (Wat ik dus zei voor ik werd onderbroken...)

### The Tonight Show Starring Johnny Carson
In maart 1962 stapte Paar op. Hij kon de druk om vijf dagen per week een programma van zo'n 105 minuten af te leveren niet meer aan. Omdat hij nog onder contract stond bij NBC presenteerde hij vanaf dan het wekelijks programma The Jack Paar Program. Tonight werd omgevormd tot The Tonight Show en nam Johnny Carson aan als Paars vervanger. Carson was in die dagen presentator van het quizprogramma Who Do You Trust? en lag nog tot september 1962 onder contract bij ABC. Na Paars afscheid en nog voor Carsons komst, werd het programma gepresenteerd door verschillende bekendheden als Groucho Marx en Mort Sahl.
Carson nam Ed McMahon mee van ABC naar NBC om zijn sidekick en aankondiger te worden. McMahon kondigde Carson steevast aan met een luide "Heeeeeeeeere's Johnny!". In tegenstelling tot zijn voorganger Jack Paar nodigde Carson voornamelijk beroemdheden uit die een boek, muziekalbum, optreden of film te promoten hadden. In 1972 verhuisde hij het programma dan ook van New York naar Burbank, Californië, zo dat hij dichter bij de sterren van Hollywood zat. In 1966 werd het programma voor het eerst herleid tot 90 minuten, in 1980 werd dat 60 minuten.  De populariteit van Carson, die ook regelmatig sketches in zijn show stak, nam snel toe en het laatavondprogramma werd onder zijn hoede een van de meest succesvolle shows uit de geschiedenis van NBC. In de jaren 80 werd het programma ook even uitgezonden in het Verenigd Koninkrijk, zonder succes.
In 1979 ontstond er een conflict tussen Carson en NBC. De presentator spande een rechtszaak aan omdat hij volgens een Californische wet einde contract was. Carson beweerde immers dat hij in 1972 zijn laatste contract had ondertekend en volgens de wet mochten contracten niet langer dan 7 jaar duren. NBC verweerde zich door te stellen dat er sinds 1972 nog minstens 3 contractverlengingen waren geweest en dat hij tot april 1981 aan het netwerk verbonden was. Het conflict werd uiteindelijk zonder tussenkomst van een rechter opgelost, maar de relatie tussen NBC en Carson herstelde nooit volledig.
Carson, die regelmatig op vakantie ging en op maandag bijna nooit zelf presenteerde, had in de loop der jaren tal van gastpresentatoren die hem vervingen. Joey Bishop, Joan Rivers, John Davidson, Garry Shandling, Bob Newhart, David Brenner, McLean Stevenson, Jerry Lewis, David Letterman en Jay Leno vielen het vaakst in voor Carson. Letterman presenteerde vanaf 1982 ook de eerste versie van Late Night, dat net na The Tonight Show werd uitgezonden. Toen Joan Rivers in 1986 opstapte om haar eigen show op Fox te presenteren, was Carson diep teleurgesteld. Hij nodigde haar nadien niet meer uit voor The Tonight Show. Rivers' show werd al snel geannuleerd.

### The Tonight Show with Jay Leno

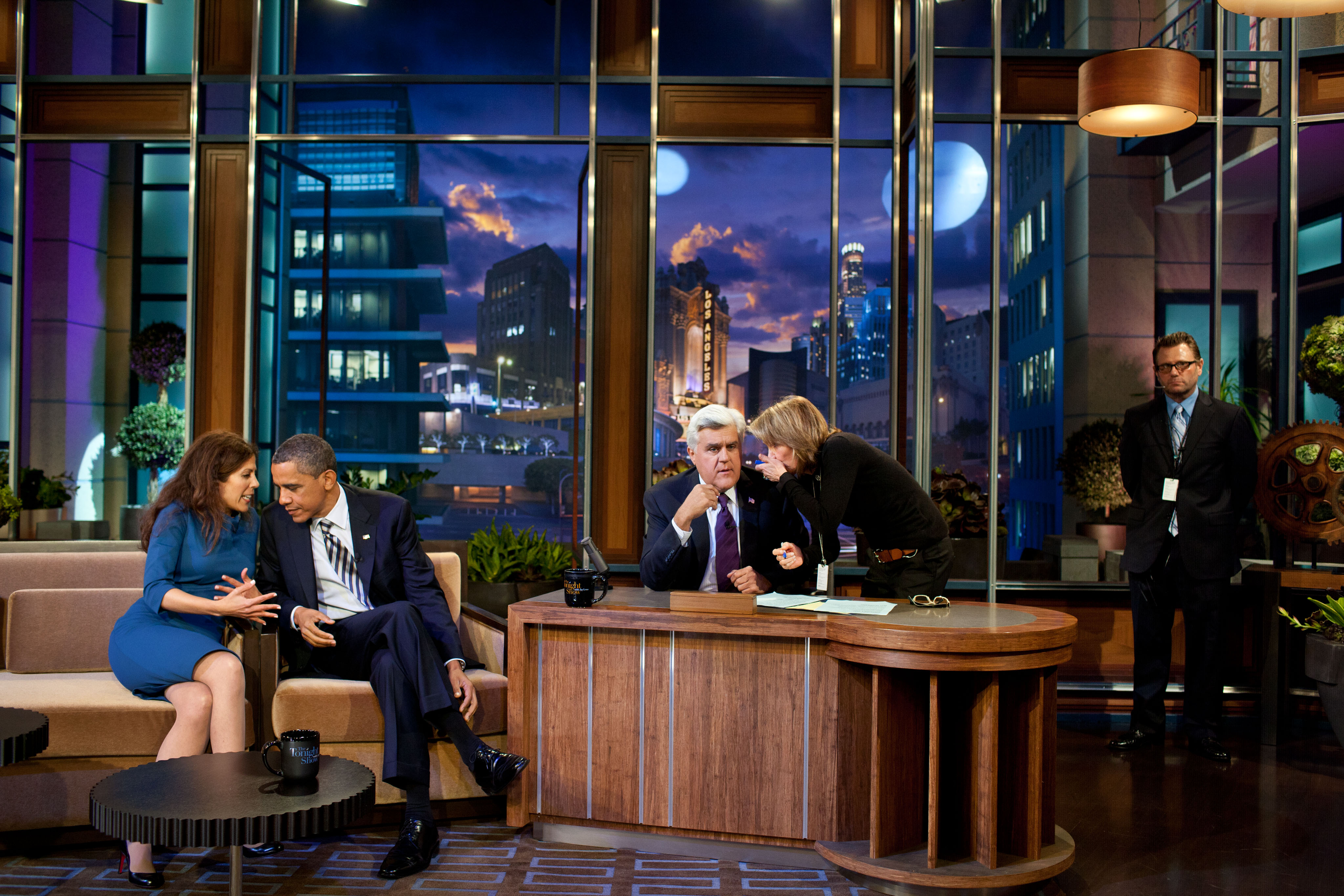
President Barack Obama (links) te gast bij Jay Leno (midden) op 25 oktober 2011.

Toen begin jaren 90 het pensioen van Johnny Carson, inmiddels algemeen beschouwd als "The King of Late Night", werd aangekondigd, werden David Letterman en Jay Leno genoemd als mogelijke opvolgers. Letterman presenteerde op dat ogenblik Late Night en leek de logische opvolger van Carson. Leno was een stand-upcomedian die Carson sinds 1987 al regelmatig had vervangen tijdens diens afwezigheden. De controversiële strijd en lange contractonderhandelingen rond The Tonight Show eindigden in 1992 in het voordeel van Leno, die door NBC werd aangesteld als nieuwe gastheer. Letterman verliet vervolgens Late Night en stapte over naar CBS, waar hij het laatavondprogramma Late show with David Letterman kreeg en de concurrentie aanging met The Tonight Show van Leno. Om de nieuwe Late Night te presenteren nam NBC in 1993 de jonge Conan O'Brien aan.
Ondanks de controversiële start bleef The Tonight Show ook onder Jay Leno het best bekeken laatavondpraatprogramma, hoewel Late show with David Letterman aanvankelijk op meer kijkers kon rekenen. De Schots-Italiaanse presentator werd in de jaren 90 met zijn nasale stem, opvallende kuif en grote kin ook een geliefkoosd doelwit voor imitatoren. In 1998 verscheen Leno als personage in de animatiereeks The Simpsons.
In 2005 werd zanger Michael Jackson voor de rechter gedaagd wegens kindermisbruik. Leno was een van de weinige beroemdheden die door de verdediging van Jackson als getuige werd gehoord. Als gevolg mocht Leno in The Tonight Show geen opmerkingen of grappen maken over de rechtszaak. Aangezien dit een probleem dreigde te vormen voor zijn openingsmonoloog liet hij de monoloog in die periode uitvoeren door collega's als Roseanne Barr, Drew Carey en Brad Garrett.

### The Tonight Show with Conan O'Brien

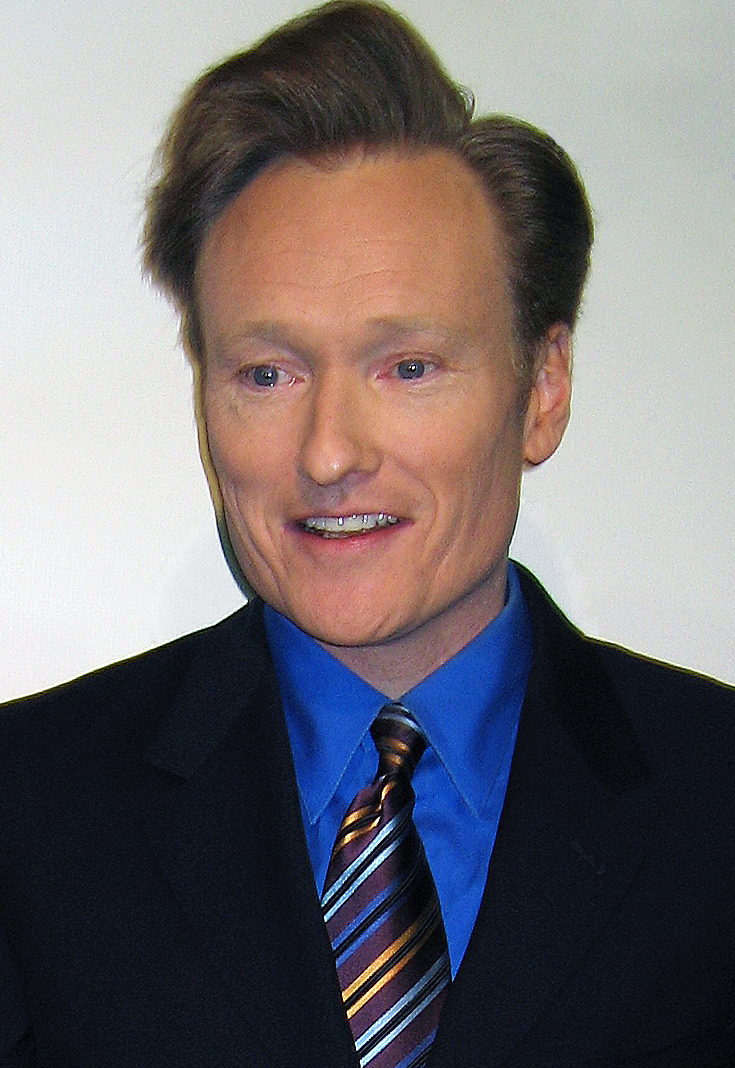
Conan O'Brien presenteerde 146 afleveringen.

In 2004 wilde NBC het contract van Conan O'Brien verlengen. Tijdens de onderhandelingen werd beloofd dat hij in 2009 The Tonight Show van Leno mocht overnemen, als hij zijn contract verlengde. Leno's programma bleef ondertussen het meest bekeken laatavondpraatprogramma, waardoor het niet duidelijk werd of hij na afloop van zijn contract zou verlengen of naar een andere zender zou overstappen. Op 29 mei 2009 stapte Leno op bij The Tonight Show, drie dagen later nam O'Brien de presentatie over en verhuisde hij het programma naar de studio's van Universal in Hollywood. O'Briens vorige programma, Late Night, viel vervolgens in handen van de komische acteur Jimmy Fallon.
In december 2008 raakte bekend dat Leno bij NBC zou blijven en een nieuw dagelijks programma van 60 minuten kreeg. De zogenaamde The Jay Leno Show werd in dezelfde studio opgenomen als The Tonight Show en behield verscheidene segmenten van Leno's vorige show. Het programma ging op 14 september 2009 in première en werd om 10 uur 's avonds uitgezonden, terwijl The Tonight Show om 11.35 uur begon. Zowel The Tonight Show van O'Brien als The Jay Leno Show haalden niet de gewenste kijkcijfers. NBC zorgde vervolgens voor heel wat controverse, toen uitlekte dat het netwerk The Jay Leno Show 30 minuten wilde inkorten en het programma naar 11.35 uur verschuiven. The Tonight Show zou bijgevolg naar 12.05 uur verhuizen en dus voor het eerst in de geschiedenis na middernacht uitgezonden worden. O'Brien ging hier niet mee akkoord. "The Tonight Show at 12:05 simply isn't The Tonight Show", liet hij optekenen. Van NBC mocht hij vertrekken als hij niet akkoord ging met het nieuwe uur. O'Brien bereikte op 21 januari 2010 een akkoord met NBC. Hij verliet The Tonight Show en kreeg een opstappremie van $33 miljoen (zo'n €25 miljoen). Op 1 maart 2010 keerde Leno terug naar The Tonight Show. In november 2010 kreeg O'Brien op TBS een nieuw laatavondpraatprogramma.
Leno's tweede periode als presentator van The Tonight Show leverde hem heel wat kritiek op. Presentatoren van andere laatavondpraatprogramma's zagen in hem de boosdoener en vergeleken de controverse met O'Brien met die uit 1992 tussen Leno en Letterman. De kijkcijfers van The Tonight Show waren na Leno's terugkeer nog lager dan toen O'Brien presenteerde. In oktober 2010 haalde ook Late show with David Letterman meer kijkers dan The Tonight Show. Nadien herstelde het programma zich, maar bleven er in de pers problemen opduiken. In 2012 berichtte The Los Angeles Times dat het programma verlieslatend was voor NBC.

### The Tonight Show with Jimmy Fallon
In 2013 ging NBC op zoek naar een nieuwe opvolger voor Leno. Op 3 april 2013 kondigde NBC officieel aan dat Jimmy Fallon de nieuwe gastheer van het programma zou worden. De presentator van Late Night nam in 2014 de fakkel van Leno over en het programma verhuisde terug naar 30 Rock, waar het tot 1972 werd opgenomen.

## Presentatoren
| Gastheer                | Van               | Tot               | Opmerkingen | Aantal afleveringen                                                                                      |
| Gastheer                | Datum             | Datum             | Opmerkingen | Aantal afleveringen                                                                                      |
| ----------------------- | ----------------- | ----------------- | --- | --- |
| Steve Allen             | 27 september 1954 | 25 januari 1957   | Tonight Starring Steve Allen                                                                                         | Totdat Johnny Carson zijn intrede deed, maakten de verschillende presentatoren tezamen 2000 afleveringen |
| Ernie Kovacs            | 1 oktober 1956    | 22 januari 1957   | Maandag/Dinsdag gastheer                                                                                             | Totdat Johnny Carson zijn intrede deed, maakten de verschillende presentatoren tezamen 2000 afleveringen |
| Jack Lescoulie          | 28 januari 1957   | 21 juni 1957      | Today (NBC programma) veteraan was gastheer met wijziging naar een soort nieuwsprogramma Tonight! America After Dark | Totdat Johnny Carson zijn intrede deed, maakten de verschillende presentatoren tezamen 2000 afleveringen |
| Al "Jazzbo" Collins     | 24 juni 1957      | 26 juli 1957      | Verving Lescoulie, die bleef werken bij het NBC-programma Today                                                      | Totdat Johnny Carson zijn intrede deed, maakten de verschillende presentatoren tezamen 2000 afleveringen |
| Jack Paar               | 29 juli 1957      | 30 maart 1962     | Formaatwijziging naar praatprogramma; ook wel genoemd Tonight Starring Jack Paar en Jack Paar Tonight                | Totdat Johnny Carson zijn intrede deed, maakten de verschillende presentatoren tezamen 2000 afleveringen |
| Verschillende gastheren | 2 april 1962      | 28 september 1962 | Intermezzo tussen Paar en Carson tijdperk. Gastoptredens van onder meer Groucho Marx en Jerry Lewis.                 | Totdat Johnny Carson zijn intrede deed, maakten de verschillende presentatoren tezamen 2000 afleveringen |
| Johnny Carson           | 1 oktober 1962    | 22 mei 1992       | The Tonight Show Starring Johnny Carson                                                                              | 4.531 |
| Jay Leno                | 25 mei 1992       | 29 mei 2009       | The Tonight Show with Jay Leno                                                                                       | 3.775 |
| Conan O'Brien           | 1 juni 2009       | 22 januari 2010   | The Tonight Show with Conan O'Brien                                                                                  | 146 |
| Jay Leno                | 1 maart 2010      | 6 februari 2014   | The Tonight Show with Jay Leno                                                                                       | 835 |
| Jimmy Fallon            | 17 februari 2014  |                   | The Tonight Show Starring Jimmy Fallon                                                                               | 1.843 |

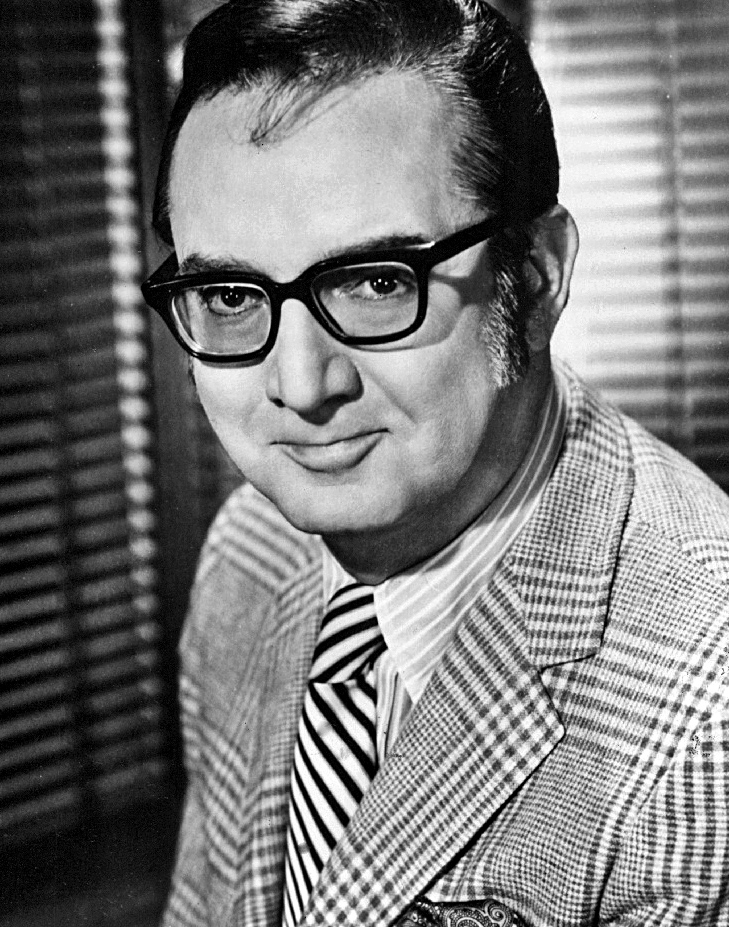
Steve Allen
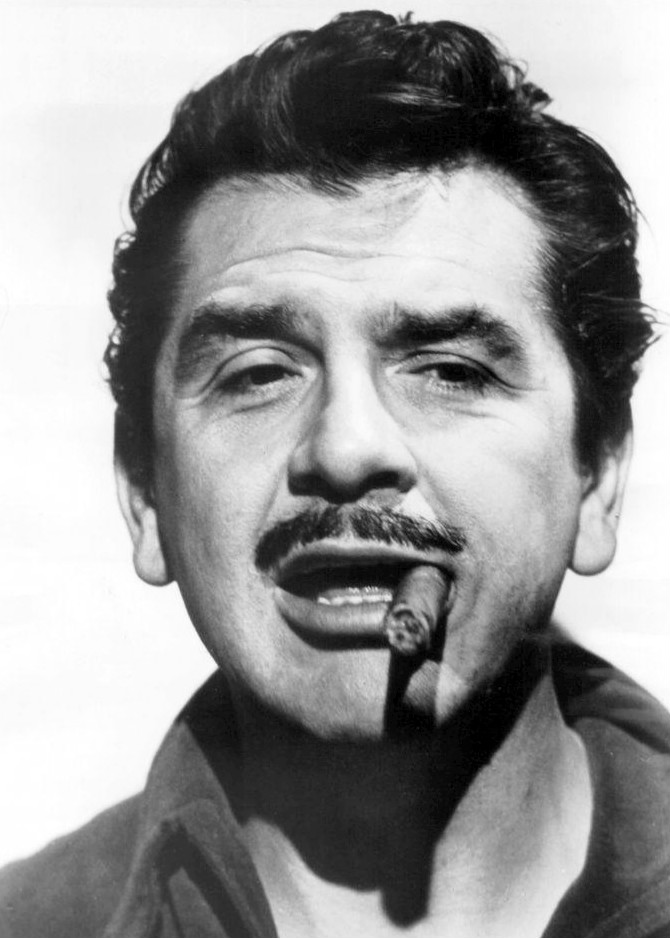
Ernie Kovacs
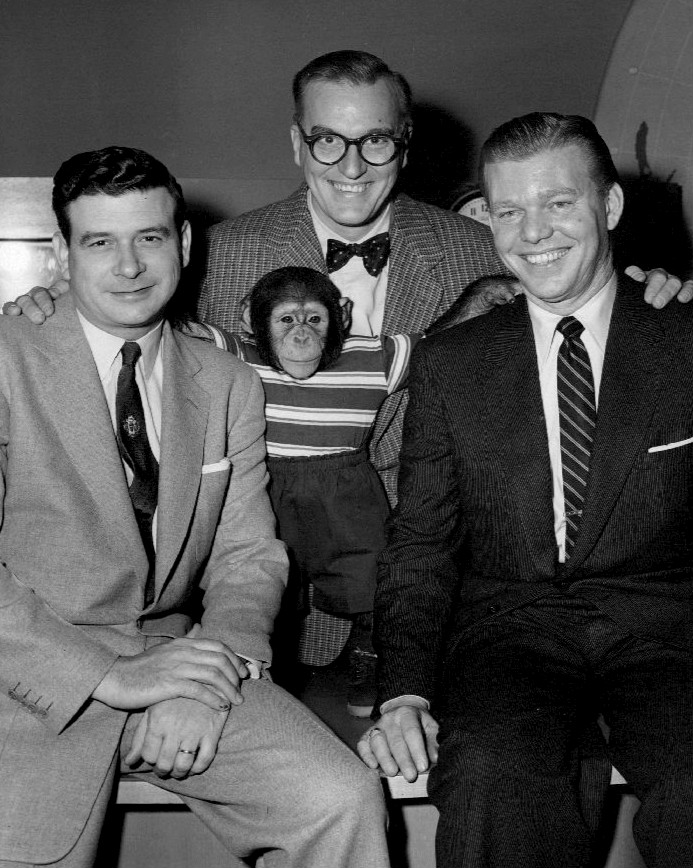
Jack Lescoulie (rechts)
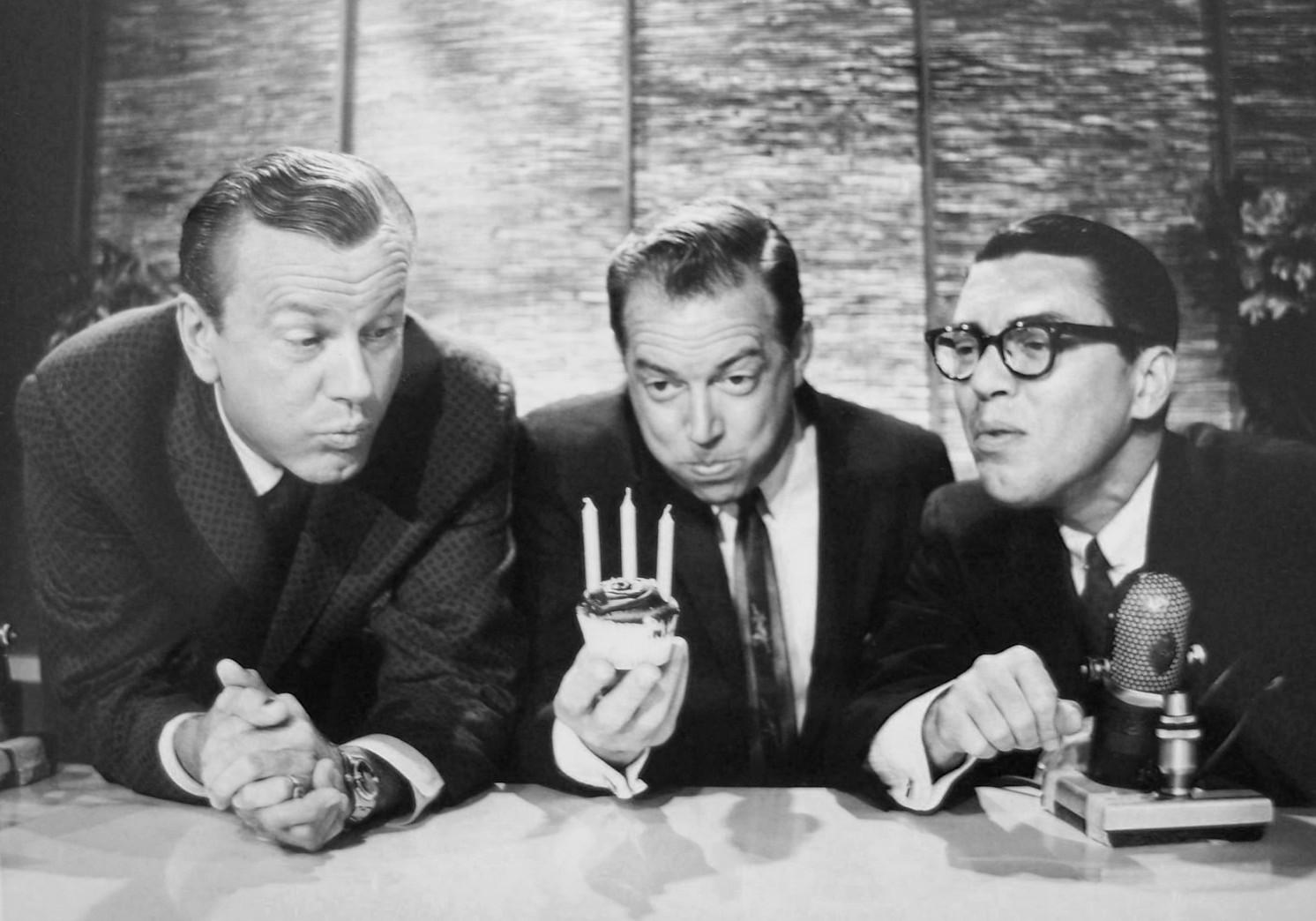
Jack Paar (links)
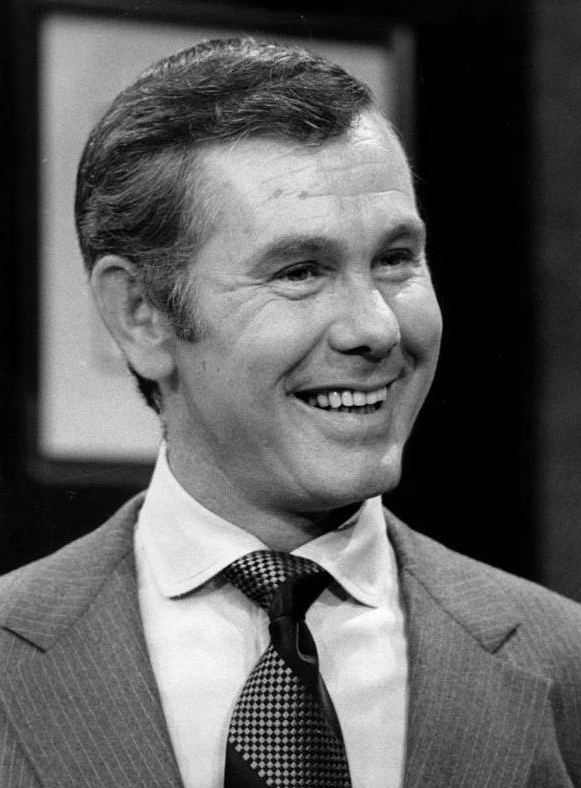
Johnny Carson
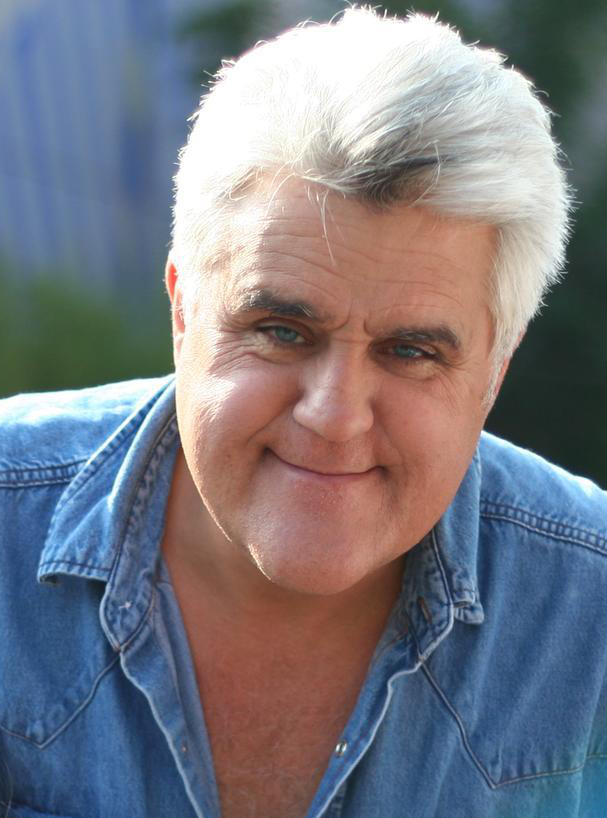
Jay Leno
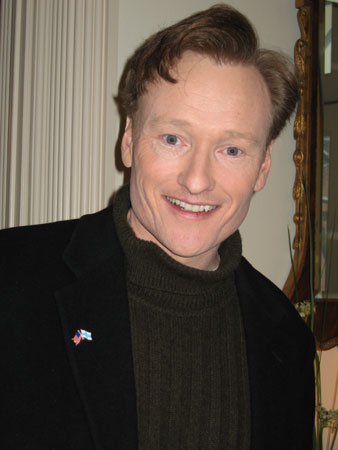
Conan O'Brien
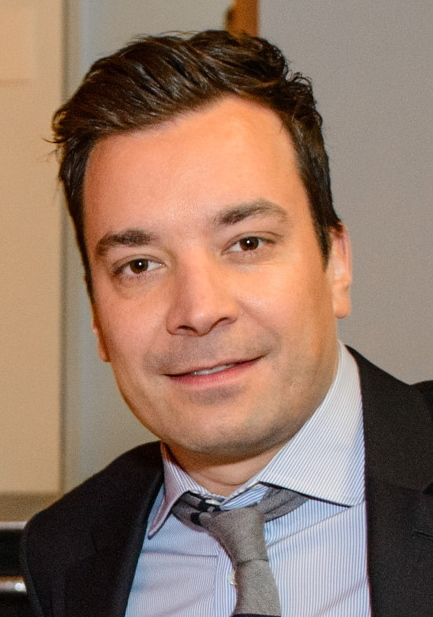
Jimmy Fallon

## In populaire cultuur
- In 1994 bracht Bill Carter, een journalist van The New York Times, het boek The Late Night Shift uit. Het boek is gebaseerd op Jay Leno's controversiële aanstelling als gastheer van The Tonight Show in 1992.
- Twee jaar later werd het boek door HBO verfilmd. In de gelijknamige tv-film wordt Jay Leno vertolkt door Daniel Roebuck, David Letterman door John Michael Higgins en Johnny Carson door imitator Rich Little. Actrice Kathy Bates won een Golden Globe voor haar vertolking van Helen Kushnick, de eigenwijze zaakwaarneemster van Leno.
- In 2010 bracht Carter een tweede boek uit, getiteld The War for Late Night. Ditmaal beschreef hij het conflict tussen NBC, Conan O'Brien en Jay Leno.
- De sidekick van Johnny Carson, Ed McMahon, kondigde hem steevast aan met "Here's Johnny!". Dit riep Jack Nicholson in 1980 ook tijdens de bekendste scène van de horrorfilm The Shining.

## Trivia
- In Nederland is een aantal keer geprobeerd om een Nederlandse variant van dit programma te maken. Zo was er in 2007-2008 De Nieuwste Show met Patrick Lodiers bij BNN op Nederland 3 en in 2011 The Daily Show met Jan Jaap van der Wal op Comedy Central, maar beide programma's waren geen succes en verdwenen van de buis. In 2014 gooide BNN het daarom over een andere boeg. De omroep maakte geen Nederlandse variant maar zond vanaf 5 mei 2014 gewoon het origineel uit in Nederland. Hiermee hoopte de omroep dan wel het nodige succes te boeken.[3] Het programma behaalde echter niet de verwachte kijkcijfers, reden voor BNN om in juli 2015 aan te kondigen ermee te gaan stoppen.[4] In de nacht van 22 op 23 september 2015 werd de laatste aflevering op NPO 3 uitgezonden.